# Rdestówka Auberta

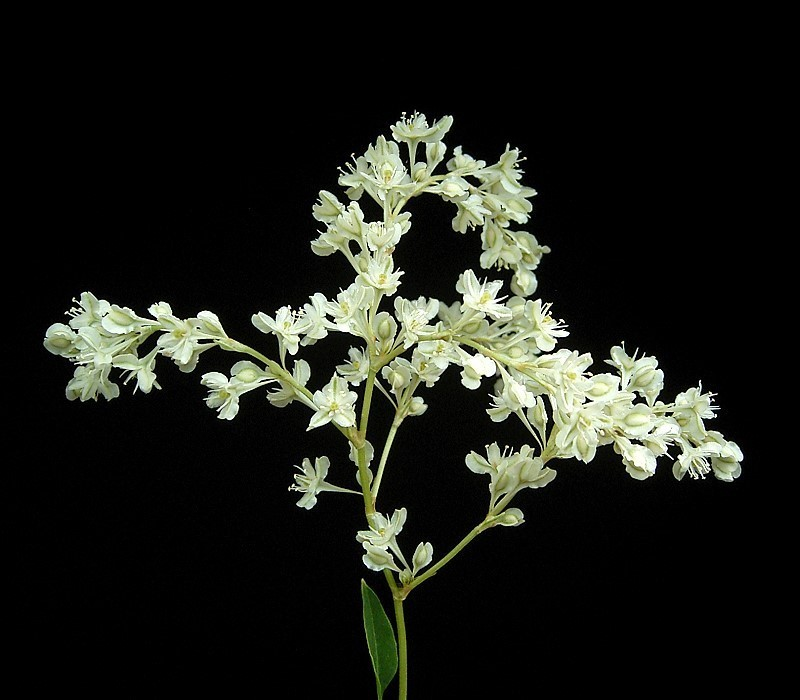
Kwiaty

Rdestówka Auberta, rdest Auberta (Fallopia aubertii) – gatunek rośliny z rodziny rdestowatych. W stanie naturalnym występuje w zachodnich Chinach. W Polsce jest uprawiany i przejściowo dziczejący (efemerofit). Gatunek bywa uznawany za tożsamy z rdestówką bucharską.

## Morfologia
PokrójSzybkorosnące pnącze (do 8 m rocznie).
ŁodygaCienkie, elastyczne pędy wiją się lewoskrętnie wokół podpór do wysokości ok. 15 m.
LiściePojedyncze, sercowate, krótkoogonkowe.
KwiatyDelikatne, białe, drobne i niepozorne, zebrane w długie, luźne wiechy o długości do 30 cm, słabo pachnące. Kwitnie od lipca do późnej jesieni.

## Zastosowanie i uprawa
- Jest uprawiany od 1899 roku jako roślina ozdobna. Jest najszybciej rosnącym pnączem w naszym klimacie. Szybki wzrost i wytwarzanie ogromnej masy zieleni są największą jego zaletą. Nadaje się szczególnie na obsadzanie nieładnych ogrodzeń oraz wszędzie tam, gdzie zależy nam na szybkim zasłonięciu terenu.
- Rozmnaża się go z odkładów. Ze względu na silny przyrost masy wymaga silnych podpór. Jest odporny na zanieczyszczenia w miastach i rejonach przemysłowych. W surowe zimy może przemarzać, lecz na wiosnę szybko odrasta. Wymaga miejsc nasłonecznionych lub półcienistych. Wymaga żyznej gleby, w odróżnieniu od innych gatunków rdestówek toleruje glebę o odczynie zasadowym.